# Żółwia Błoć
Żółwia Błoć (do 1945 Barfussdorf) – wieś w północno-zachodniej Polsce położona w województwie zachodniopomorskim, w powiecie goleniowskim, w gminie Goleniów.
W latach 1945–54 istniała gmina Żółwia Błoć. W latach 1975–1998 miejscowość położona była w województwie szczecińskim.
Wieś sołecka położona na Równinie Goleniowskiej, na skraju obszaru wrzosowisk oraz Puszczy Goleniowskiej, ok. 1 km na północny zachód od drogi krajowej nr 6, w tym miejscu pełniącej funkcję północnej obwodnicy Goleniowa, ok. 2 km na północ od miasta.
Ślady osadnictwa na terenie wsi sięgają epoki neolitu, co potwierdza odnalezienie kilku osad na wzgórzu na wschodnim i południowo-wschodnim krańcu wsi, a na nich narzędzi kamiennych i elementów uzbrojenia ludności kultury amfor kulistych i kultury ceramiki sznurowej. Następnie, w epoce brązu powstała tu nad rzeką osada rolnicza, co potwierdza cmentarzysko urnowe znajdujące się na zachodnim krańcu wsi. Istniały tutaj również osady, jedna z nich odkryta przed wojną – kultury łużyckiej i niedawno odkryta osada kultury jastorfskiej z wczesnej epoki żelaza. Pierwsza wzmianka o Żółwiej Błoci pochodzi z 1328 roku, kiedy to książę Barnim III Wielki przekazał ją miastu Goleniów. Osada powstała najprawdopodobniej w XIII wieku i miała charakter obronny. Wtedy była własnością książąt pomorskich. Do XVIII wieku była jedną z dwóch wsi (obok Miękowa), należących do miasta. W XIX wieku miasto, w ramach odszkodowania dla Żółwiej Błoci, założyło kolejną wieś, Gollnowshagen (Białuń), zlikwidowano wtedy największe gospodarstwa. W 1834 roku liczyła ok. 430 mieszkańców, znajdowały się tutaj zakłady rzemieślnicze (m.in. kuźnia, zakłady szewskie, krawieckie), szkoła oraz średniowieczny kościół, zniszczony między I a II wojną światową. Kościół stał na nawsiu, gdyż wieś została założona na planie owalnicy. Na początku XX wieku wieś powiększała się i rozbudowała w stronę Białunia. W czasie II wojny światowej Niemcy utworzyli we wsi podobóz pracy przymusowej obozu jenieckiego Stalag II D.
Obecnie zamieszkuje ją ok. 200 mieszkańców (2000). Układ architektoniczny wsi pochodzi głównie z przełomu XIX i XX wieku. Znajduje się tutaj wiele starych chałup ryglowych i murowanych, jednak tylko na terenie dawnej owalnicy. Nowe wybudowania to nowoczesne budownictwo jednorodzinne. We wsi znajduje się kościół i cmentarz. Kościół pw. św. Antoniego z Padwy został zbudowany w latach 30. XX wieku. Jest to świątynia połączona bezpośrednio z domami mieszkalnymi i nie wyróżniająca się bardzo. Jest to kaplica kościelna salowa, otynkowana, posiada dwa witraże, a we wnętrzu obraz Matki Boskiej Ostrobramskiej w złoconych ramach. Posiada niewysoką wieżyczkę oraz metalową konstrukcję dzwonnicy z dzwonem pochodzącym ze zburzonego średniowiecznego kościoła. W centrum wsi znajduje się zniszczony dawny cmentarz ewangelicki, na którym znajduje się usypisko po zburzonym kościele. Na cmentarzu rosną stare świerki, wiązy i lipy. Ok. 1,5 km na północ od wsi znajduje się wzgórze Wypłosze (35 m n.p.m.). Okolice wsi to ciekawe tereny torfowiskowe, wrzosowiskowe i leśne. W pobliżu jest zlokalizowany rezerwat przyrody Żółwia Błoć. W samej Żółwiej Błoci ma siedzibę kilka firm, znajduje się warsztat samochodowy, fermy drobiu, sklep, świetlica wiejska oraz wiele gospodarstw rolniczych i ogrodniczych. Wieś rolniczo-usługowo-mieszkalna.
Okoliczne miejscowości: Białuń, Grabina, Marszewo, Goleniów.